# Romismy v češtině
Romismy v češtině, tedy zejména lexikální prvky (slova) přejatá z romštiny do češtiny, pronikly zejména do specifických skupin obyvatelstva, několik z nich i do běžně srozumitelné češtiny. 

## Dělení romismů
Podle sociálního kontextu přejímání se rozdělují zejména na:
- argotické romismy, v argotech českých kriminálních a deklasovaných vrstev, například zlodějů, podvodníků, žebráků a prostitutek a komunity tzv. světských, ve vězeňské mluvě atd.; řada těchto slov pronikla do běžnější, obecně již srozumitelné vrstvy češtiny;
- etnolektní romismy, přejímky z romštiny do romských etnolektů češtiny;
- romistické romismy, přejímky z romštiny do profesních či zájmových slangů českých romistů, proromských aktivistů, příznivců romské hudby apod.; nejznámějším příkladem jsou slova Rom, romský.

## Historie
Čeština a romština jsou v asymetrickém kontaktu od počátku přítomnosti Romů na českém jazykovém území, tj. nejpozději od počátku 15. století, a lze předpokládat, že romská populace byla vždy z velké části bilingvní v jazyce majoritní populace. Naproti tomu znalost romštiny mezi Neromy byla vždy velmi nízká, omezená jen na velmi specifické skupiny českého obyvatelstva.
Argotické romismy pocházejí z romských dialektů zastoupených v českých zemích před druhou světovou válkou, tj. české romštiny a ze sintštiny (německé romštiny). Zdrojem romistických a dnešních etnolektických romismů v Česku je především východoslovenská romština. Některé romismy byly přejímány vícenásobně a mohl se posunout jejich význam, například u slova gádžo, které v hantýrce světských označovalo nesvětskou osobu, v moderním úzu se vrátilo k původnímu významu označení lidí neromského původu.
Primární funkcí argotických romismů bylo znemožnit či znesnadnit porozumění těm, kteří daný argot neovládají, druhotně utvrzovaly vnitroskupinovou solidaritu. Průnik romismů do argotů kriminálních a deklasovaných vrstev je spolehlivě doložen až od 2. poloviny 19. století. Judův slovník z roku 1902 obsahuje mezi cca 270 argotismy šest nepochybných romismů.
Vysoký podíl romismů má hantýrka populace tzv. světských, sestávajících ze skupiny rodů se silnou skupinovou identitou, tradičně vykonávajících specifická kočovná povolání. S romskou populací je před druhou světovou válkou spojoval kočovný styl života a z něj plynoucí společenská marginalizace, poměrně časté byly i sňatkové vazby. V Podzimkově slovníčku světské hantýrky z roku 1937 lze identifikovat okolo 330 jistých romismů. Světská hantýrka pak byla hlavním zdrojem romismů v českých kriminálních argotech.
Již nejméně od 30. let 20. století některé původem argotické romismy postupně pronikají do „běžné“ češtiny, například:
- benga (policisté)
- čokl (pes)
- čórovat/čórnout (krást/ukrást)
- dylina (hlupák; dívka dbající jen na svůj vzhled)
- kulový (hovno)
- lóve (peníze)
- kérovat (vměšovat se, tetovat)
- chálka (jídlo)

Etnolektní romismy v nejstarší generaci romských mluvčích vykazují interferenční znaky typické pro proces osvojování češtiny jako nerodného jazyka. U mladší generace, pro kterou je již romský etnolekt češtiny rodným jazykem a jejichž znalost romštiny je omezená nebo jen pasivní, mají etnolektní prvky etnicky emblematickou funkci. Například smíchovská varianta romského etnolektu češtiny obsahuje desítky lexikálních romismů, např. daj (matka), phen (řekni) či šukar (krásný).
Jako romistické romismy se prosadily nakonec i do běžného i oficiálního českého jazyka především výrazy Rom a romský, které do značné míry vytlačily dřívější běžná označení cikán a cikánský. Další romismy jsou omezeny na specifické tematické oblasti např. mulo/múlo (duch mrtvého v romské kultuře), či bašavel (romský hudební festival či zábava). Romistické romismy se nejčastěji používají ve významech, pro které neexistuje v češtině dostatečně vhodný ekvivalent.
V případech některých romismů jde o slova, která se do romštiny dostala z jejích kontaktních jazyků, například maďarštiny, srbštiny nebo němčiny, a je někdy nesnadné určit, zda přejímka do češtiny byla zprostředkována romštinou.
Mezi lexikálními romismy výrazně převažují substantiva, většinou v základním tvaru, ojediněle i v plurálu. Zejména v hantýrce světských se však objevují i další slovní druhy nebo slovní spojení, v některých případech modifikovaná do ustrnulé spřežky (např. zaklení destradabuje  = des tra da buľe = souložíš se svou matkou). V rámci morfologické adaptace někdy dochází k sufixaci, desufixaci nebo resufixaci, někdy i k připojení derivačního formantu. Rod romismů se obvykle přizpůsobuje neargotickému významovému ekvivalentu v češtině. Slovesa jsou obvykle flexí přizpůsobována češtině (bešelit = sedět, chalovat = jíst) – v některých případech jsou české koncovky připojovány za romský sufix, jindy přímo za romský kmen. Některé romské imperativy jsou přejímány bez adaptace jako ustrnulé tvary, např. „dyk“ = „koukej, hele“. Adjektiva jsou většinou přejímána v romském základním tvaru (džungalo = ošklivý, zurálo = silný, báro = velký), v některých případech vedle toho existuje i adaptovaná verze s českým formantem („bárovnej“). Z přejatých slov pak vznikají v etnolektech i české deriváty, například bálice = svině, prasnice, bengík = loutka čerta, čertík aj.
Fonologicky jsou slova přizpůsobována nejčastěji ztrátou přídechu nebo jeho proměnou ve foném „ch“. Jiné případy fonologické adaptace jsou spíše jednotlivé, například „čokl“ z romského „džukel“.